# Hendrik Voogd
Hendrik Voogd, né le 10 juillet 1768 à Amsterdam et mort le 4 septembre 1839 à Rome, est un peintre et graveur néerlandais principalement actif en Italie.

## Biographie
Il s'inscrit en 1783 à l'Académie des beaux-arts d'Amsterdam et suit, plus tard, les cours de l'artiste Jurriaan Andriessen, un spécialiste du papier peint et de l'art décoratif.
En 1788, grâce à l'aide financière du riche collectionneur D. Versteegh (1751-1822), il part pour Rome, où il se spécialise dans la peinture de paysage. Pendant son séjour en Italie, il tisse de nombreux liens d'amitié avec d'autres peintres paysagistes, dont Nicolas-Didier Boguet, Johann Christian Reinhart et Johann Martin von Rohden.
Une des rares lettres de sa main qui nous soit parvenue révèle qu'il peint surtout à Tivoli, ou encore au sud-est de Rome, notamment sur les rives du lac d'Albano, dans les environs de la commune de Castel Gandolfo et près du lac de Nemi.
Il meurt à Rome alors qu'il réside dans une maison sise dans les États pontificaux.

## Galerie

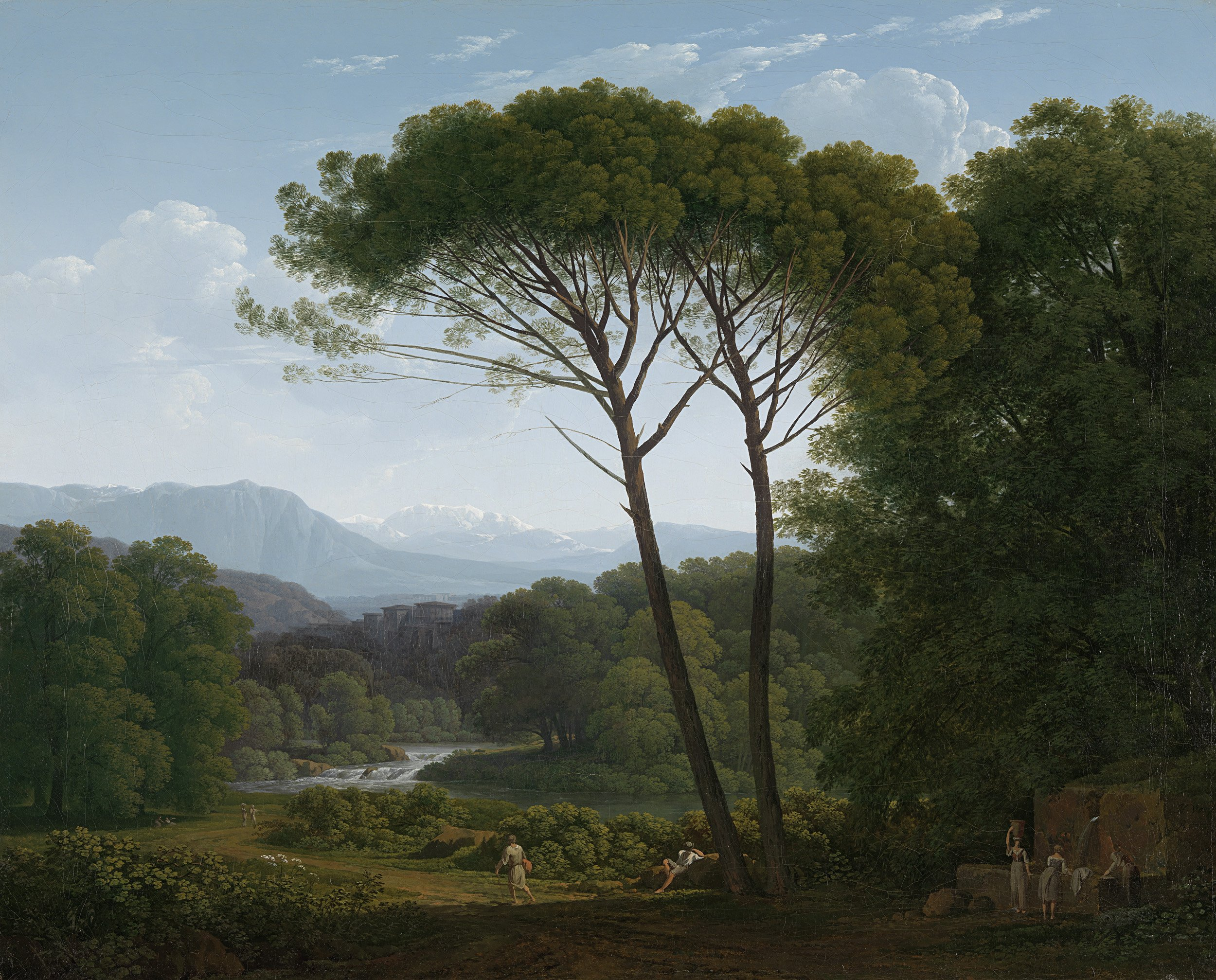
Paysage italianisant avec pins (1795), Rijksmuseum Amsterdam
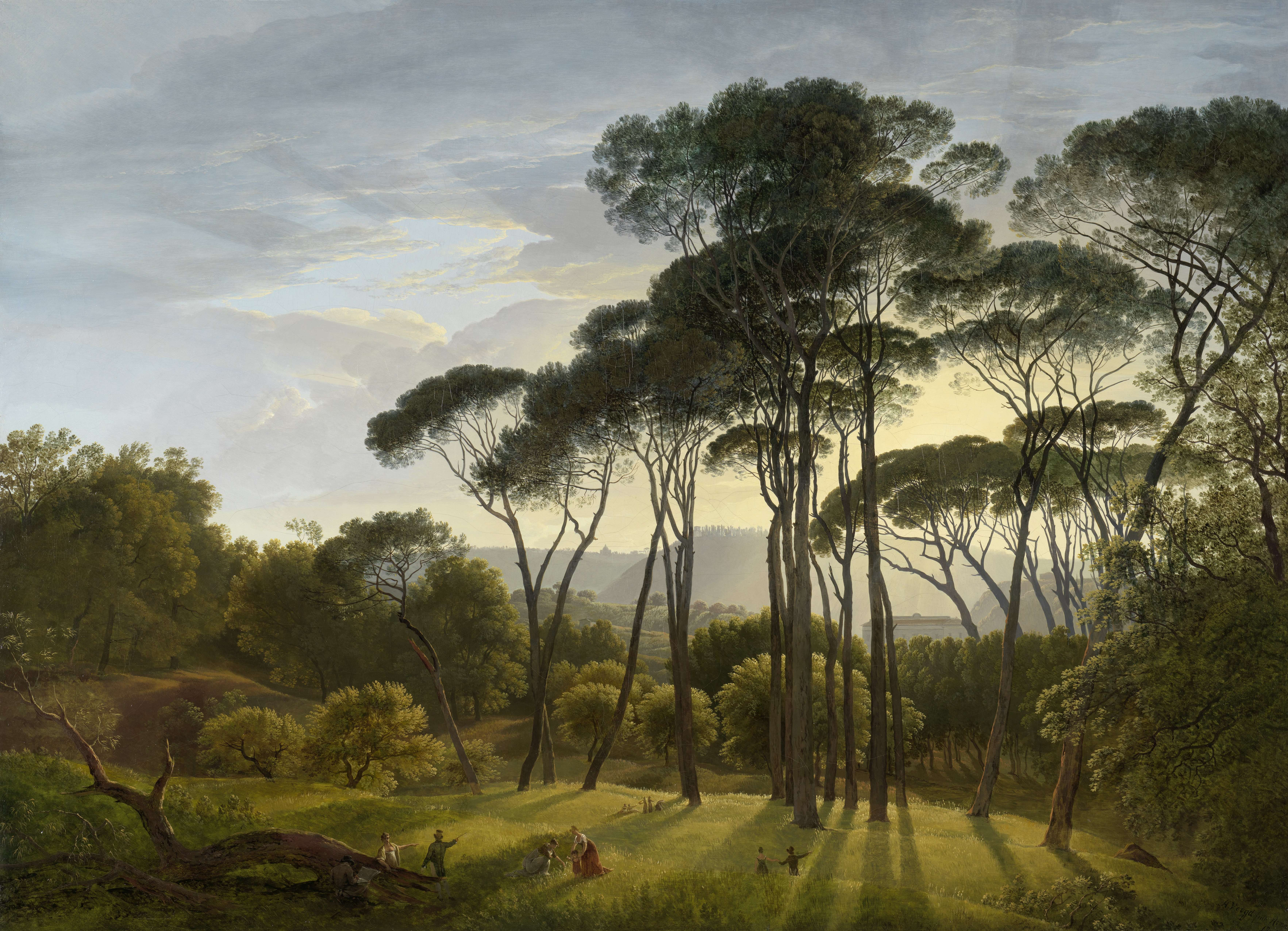
Paysage italien avec pins (1807), Rijksmuseum Amsterdam
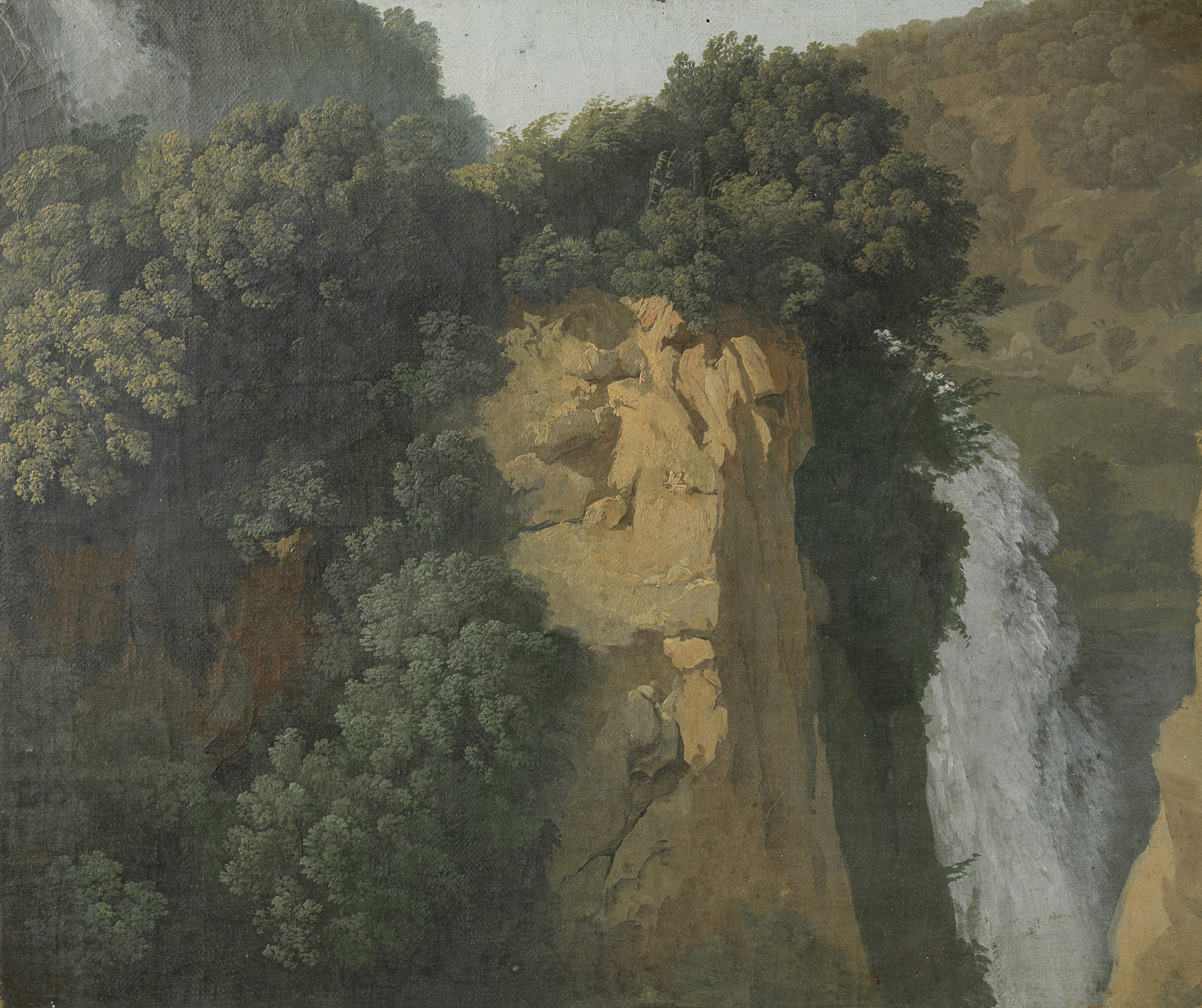
Chute d'eau en Italie (entre 1790-1820), Rijksmuseum Amsterdam
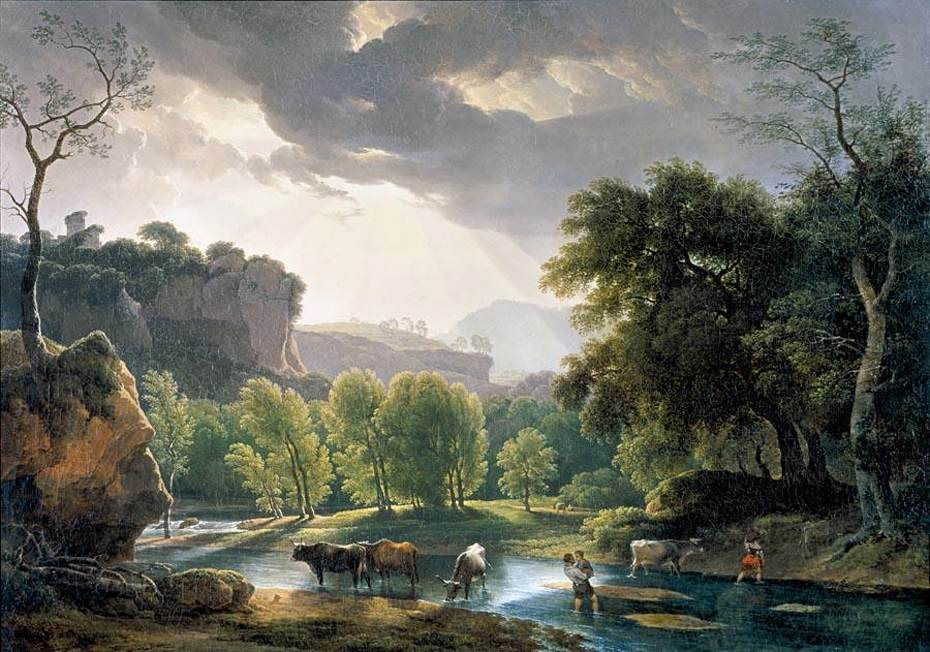
Vue de la campagne romaine (1814), collection particulière
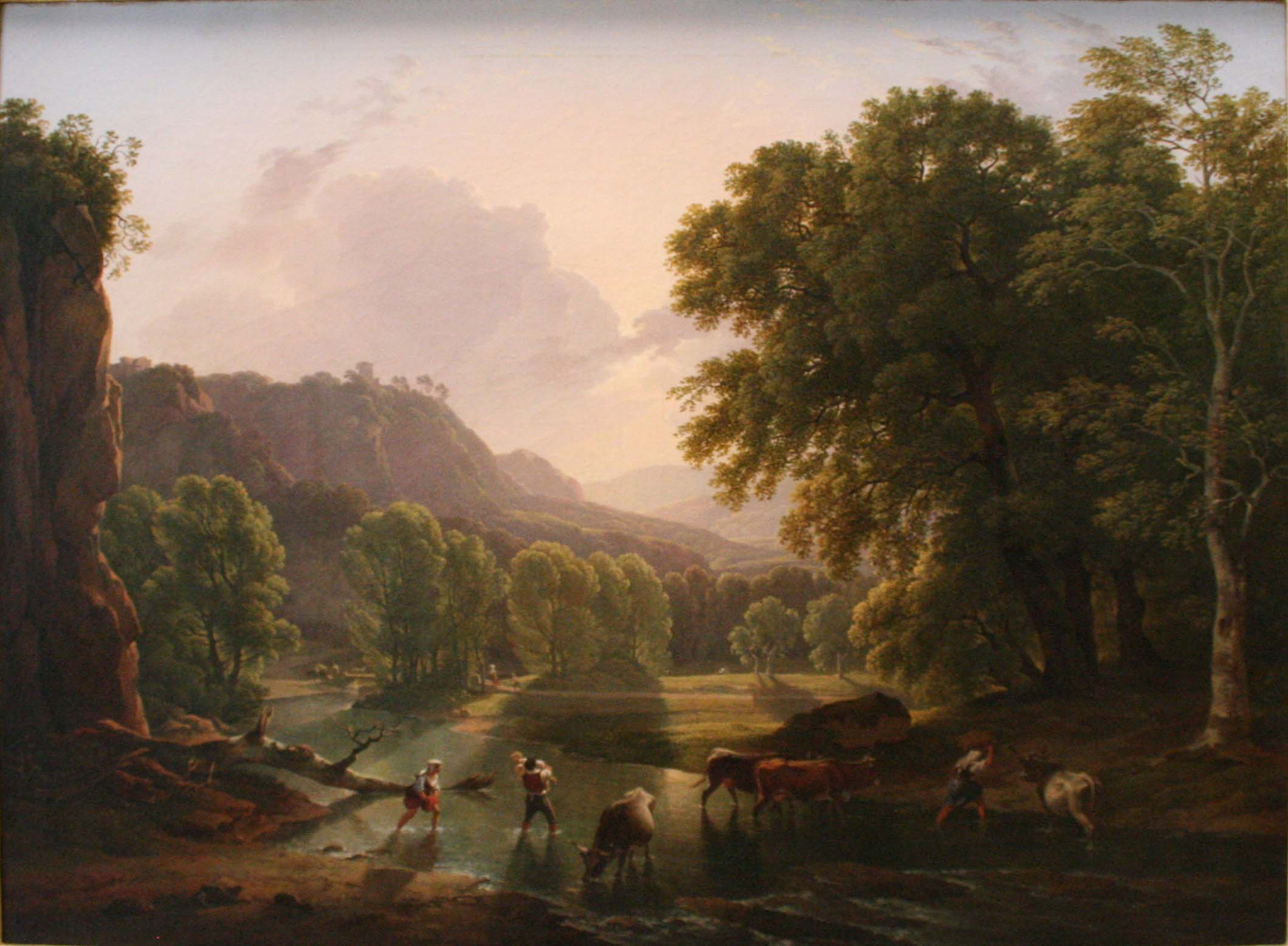
Le Passage du gué (1819), musée Fabre, Montpellier